# Tangub
Tangub is een stad in de Filipijnse provincie Misamis Occidental op het eiland Mindanao. Bij de laatste census in 2007 had de stad bijna 57 duizend inwoners.

## Geografie

### Bestuurlijke indeling
Tangub is onderverdeeld in de volgende 55 barangays:
| - Aquino - Balatacan - Baluk - Banglay - Barangay I - City Hall - Barangay II - Marilou Annex - Barangay III- Market Kalubia - Barangay IV - St. Michael - Barangay V - Malubog - Barangay VI - Lower Polao - Barangay VII - Upper Polao - Bintana - Bocator - Bongabong - Caniangan - Capalaran - Catagan - Garang - Guinabot | - Guinalaban - Huyohoy - Isidro D. Tan - Kauswagan - Kimat - Labuyo - Lorenzo Tan - Lumban - Maloro - Manga - Mantic - Maquilao - Matugnaw - Migcanaway - Minsubong - Owayan - Paiton - Panalsalan | - Pangabuan - Prenza - Salimpuno - San Antonio - San Apolinario - San Vicente - Santa Cruz - Santa Maria - Santo Niño - Sicot - Silanga - Silangit - Simasay - Sumirap - Taguite - Tituron - Tugas - Villaba |

## Demografie
Tangub had bij de census van 2007 een inwoneraantal van 56.644 mensen. Dit zijn 6.949 mensen (14,0%) meer dan bij de vorige census van 2000. De gemiddelde jaarlijkse groei komt daarmee uit op 1,82%, hetgeen lager is dan het landelijk jaarlijks gemiddelde over deze periode (2,04%). Vergeleken met de census van 1995 is het aantal mensen met 10.640 (23,1%) toegenomen.
De bevolkingsdichtheid van Tangub was ten tijde van de laatste census, met 56.644 inwoners op 162,78 km², 348 mensen per km².
Aloran · Baliangao · Bonifacio · Calamba · Clarin · Concepcion · Don Victoriano Chiongbian · Jimenez · Lopez Jaena · Panaon · Oroquieta · Ozamiz · Plaridel · Sapang Dalaga · Sinacaban · Tangub · Tudela